# Індепенденс Тауншип (округ Бівер, Пенсільванія)
Індепенденс Тауншип (англ. Independence Township) — селище (англ. township) в США, в окрузі Бівер штату Пенсільванія. Населення — 2248 осіб (2020).

## Демографія
Згідно з переписом 2010 року, у селищі мешкали 2503 особи в 977 домогосподарствах у складі 719 родин. Було 1060 помешкань
Расовий склад населення:
| - 98,2 % — білих - 0,4 % — корінних американців - 0,4 % — чорних або афроамериканців - 0,2 % — азіатів |

До двох чи більше рас належало 0,5 %. Частка іспаномовних становила 0,5 % від усіх жителів.
За віковим діапазоном населення розподілялося таким чином: 21,9 % — особи молодші 18 років, 65,0 % — особи у віці 18—64 років, 13,1 % — особи у віці 65 років та старші. Медіана віку мешканця становила 44,6 року. На 100 осіб жіночої статі у селищі припадало 106,2 чоловіків;  на 100 жінок у віці від 18 років та старших — 104,0 чоловіків також старших 18 років.
Середній дохід на одне домашнє господарство  становив 71 583 долари США (медіана — 58 929), а середній дохід на одну сім'ю — 79 859 доларів (медіана — 69 904). Медіана доходів становила 50 645 доларів для чоловіків та 34 896 доларів для жінок. За межею бідності перебувало 8,6 % осіб, у тому числі 12,1 % дітей у віці до 18 років та 7,1 % осіб у віці 65 років та старших.
Цивільне працевлаштоване населення становило 1384 особи. Основні галузі зайнятості: освіта, охорона здоров'я та соціальна допомога — 20,2 %, транспорт — 11,3 %, науковці, спеціалісти, менеджери — 10,1 %, мистецтво, розваги та відпочинок — 10,0 %.